# Thelotrema leucophthalmum
Thelotrema leucophthalmum är en lavart som beskrevs av Nyl. Thelotrema leucophthalmum ingår i släktet Thelotrema och familjen Graphidaceae.   Inga underarter finns listade i Catalogue of Life.